# Cerma galva
Cerma galva là một loài bướm đêm trong họ Noctuidae.